# Taraxacum haraldii
Taraxacum haraldii — вид квіткових рослин з родини айстрових (Asteraceae). Вид зростає в Європі: Фінляндія, Німеччина, Польща; це багаторічна рослина помірних біомів.